# Глендейл (Вісконсин)
Глендейл (англ. Glendale) — місто (англ. city) в США, в окрузі Мілвокі штату Вісконсин. Населення — 13 357 осіб (2020).

## Географія
Глендейл розташований за координатами 43°7′34″ пн. ш. 87°55′38″ зх. д. / 43.12611° пн. ш. 87.92722° зх. д. (43.126142, -87.927195).  За даними Бюро перепису населення США в 2010 році місто мало площу 15,46 км², з яких 14,93 км² — суходіл та 0,53 км² — водойми.

## Демографія
Згідно з переписом 2010 року, у місті мешкали 12 872 особи в 5815 домогосподарствах у складі 3381 родини. Густота населення становила 833 особи/км².  Було 6191 помешкання (400/км²).
Расовий склад населення:
| - 79,4 % — білих - 14,1 % — чорних або афроамериканців - 3,2 % — азіатів - 0,2 % — корінних американців - 0,1 % — вихідців з тихоокеанських островів |

До двох чи більше рас належало 2,3 %. Частка іспаномовних становила 3,6 % від усіх жителів.
За віковим діапазоном населення розподілялося таким чином: 18,7 % — особи молодші 18 років, 58,7 % — особи у віці 18—64 років, 22,6 % — особи у віці 65 років та старші. Медіана віку мешканця становила 46,8 року. На 100 осіб жіночої статі у місті припадало 86,6 чоловіків;  на 100 жінок у віці від 18 років та старших — 83,0 чоловіків також старших 18 років.
Середній дохід на одне домашнє господарство  становив 79 319 доларів США (медіана — 62 127), а середній дохід на одну сім'ю — 104 979 доларів (медіана — 88 916). Медіана доходів становила 57 191 долар для чоловіків та 44 307 доларів для жінок. За межею бідності перебувало 9,6 % осіб, у тому числі 10,6 % дітей у віці до 18 років та 5,8 % осіб у віці 65 років та старших.
Цивільне працевлаштоване населення становило 6446 осіб. Основні галузі зайнятості: освіта, охорона здоров'я та соціальна допомога — 29,8 %, роздрібна торгівля — 12,1 %, науковці, спеціалісти, менеджери — 10,5 %, фінанси, страхування та нерухомість — 10,3 %.